# Église Saint-Étienne d'Hettange-Grande
Pour les articles homonymes, voir Église Saint-Étienne et Saint-Étienne (homonymie).
L’église Saint-Étienne est une église paroissiale de confession catholique, dédiée à saint Étienne, premier martyr de la chrétienté, située dans la commune française d’Hettange-Grande et le département de la Moselle.

## Situation
L’église Saint-Étienne est située sur « le Rocher », une colline du centre-ville d’Hettange-Grande, que l’église surplombe donc.
Depuis l’église, on peut contempler un impressionnant panorama sur le « Pays des Trois Frontières » (Luxembourg, Allemagne, France) et le bassin mosellan, au cœur duquel la ville est située.

## Histoire
L’église fut édifiée au XVIIIe siècle sur le Rocher, à l’emplacement de l’ancien château médiéval d’Hettange qui avait été pillé et détruit un siècle plus tôt par les Messins. La paroisse d’Hettange dépendait alors de Cattenom pour ce qui était des affaires religieuses.
Dès 1789, l’église subit de plein fouet l’époque troublée de la Révolution. Endommagée, délaissée, elle menaçait de s’effondrer. Elle était si dégradée que l'on ne pouvait plus sonner les cloches et que le toit avait perdu toute étanchéité. La construction d’un nouveau bâtiment alliant style gothique (par les vitraux et l’intérieur) et style roman (par la façade et la nef), débuta en 1834. En février 1835, l'architecte Derobe soumit ses plans à la municipalité. La construction coûta plus de 21 000 francs et s’acheva en 1839 par le surélèvement du clocher.

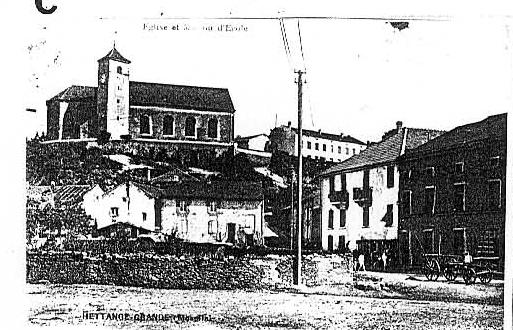
L'Église et l'ancienne Place du Lavoir en 1910

 Cette nouvelle église ne fut pas laissée à l’abandon comme la précédente, grâce en partie à l’implication de la population (qui s'élevait alors à 1 049 habitants), fière de ce nouvel édifice, et devint peu à peu un lieu de culte actif. À partir des années 1870, l’église connut une histoire relativement mouvementée. Sous l’ère allemande (1870-1914), on enterra les habitants au pied du clocher avant de les déplacer vers le nouveau cimetière (les corps furent inhumés dans de nouvelles tombes et les anciennes pierres tombales furent ensuite récupérées et abandonnées jusque dans les années 1990 où on les réimplanta au pied du clocher en tant que patrimoine communal). En 1923, la façade fut flanquée d’un monument aux morts de la « Grande Guerre », monument qui fut détruit par les Allemands en 1940. En 1940, justement, les bombardements allemands détruisirent la toiture du clocher ; elle ne fut reconstruite qu’en 1944. Enfin, en 1990, un incendie se déclara à l’intérieur de l’édifice et abîma gravement une partie du chœur ainsi que l’orgue, dont les tuyaux fondirent sous l’effet de la chaleur.
Depuis, l’église a été entièrement restaurée et accueille de nombreux fidèles à chaque office. Hettange-Grande possède notamment une équipe paroissiale et une chorale très actives.

## Description
L’édifice se compose d’une nef et d’un chœur ainsi que de deux sacristies latérales, le tout relié harmonieusement à une salle de prière (salle Saint-Joseph), aux jardins du presbytère, au presbytère lui-même, et à la promenade du Rocher. Amusant : le clocher, construit avant l’église, ne suit pas l’orientation générale de l’édifice, ce qui fait la particularité de l’église.
L’intérieur de l'édifice se compose de trois allées (une centrale et deux latérales) et quatre rangées (dont deux grandes) de bancs. Aux murs, une série de sculptures représentant chronologiquement la Passion du Christ, dont la scène de crucifixion est la plus impressionnante. La nef comporte dix vitraux de style contemporain représentant les évènements importants de la vie de plusieurs personnages bibliques, dont Marie. Enfin, au fond de la nef, à plusieurs mètres de hauteur, au-dessus de l’imposante porte d’entrée et de deux confessionnaux, on trouve l’orgue restauré ainsi qu’une tribune, utilisés par la chorale et l’organiste.
Le chœur, moins haut que la nef, comporte un autel de marbre, un tabernacle, des fonts baptismaux, ainsi que des stalles réservées aux prêtres de la paroisse, aux diacres, aux servants de messe et aux enfants de chœur.
Deux vitraux, cette fois de style classique, se trouvent sur les côtés. Enfin, au fond, deux tableaux, dont l’un représente sainte Barbe, achèvent l’ornement du chœur.

## Illustration

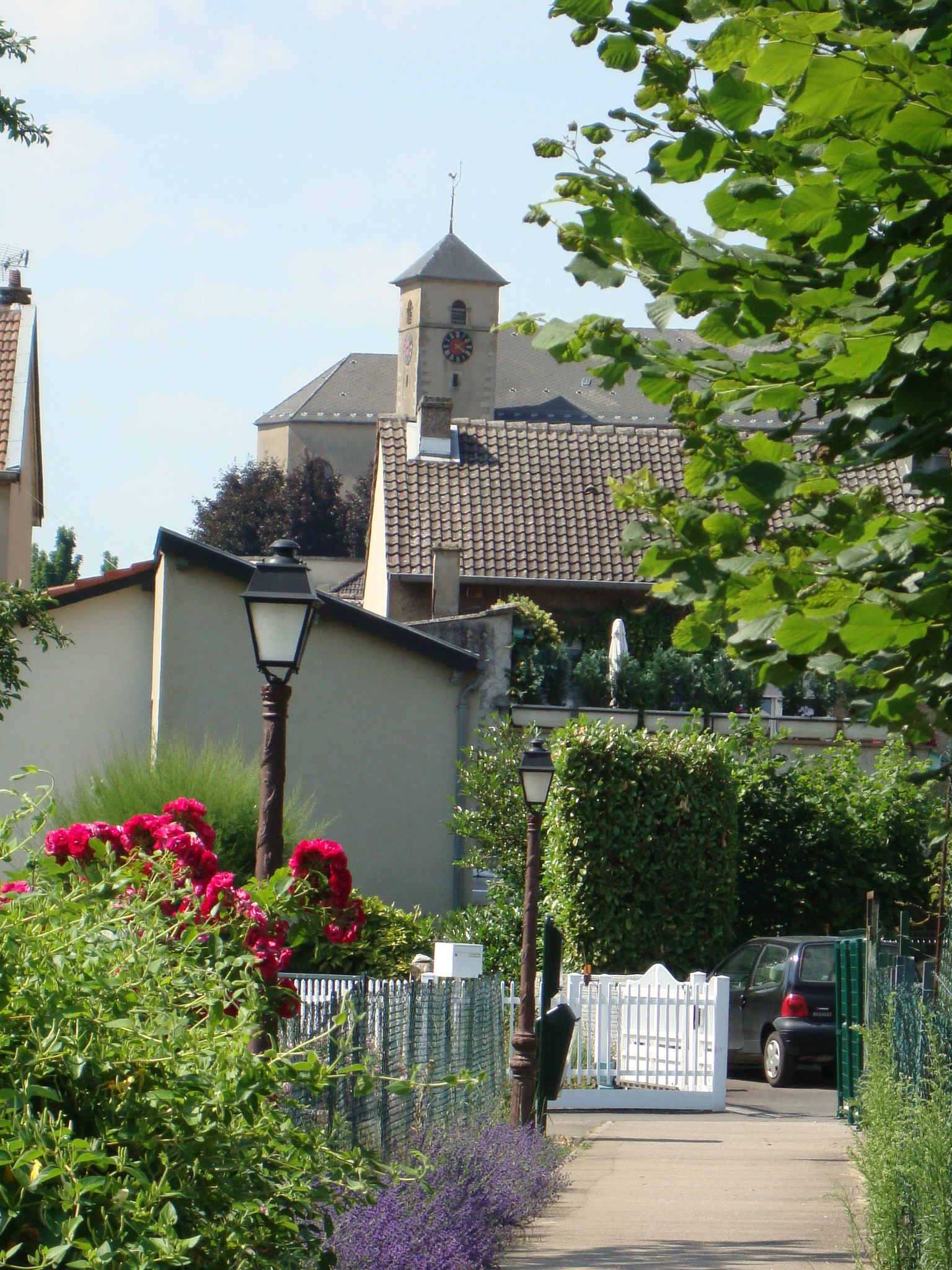
L’église, en été, surplombant les maisons de la vieille-ville.
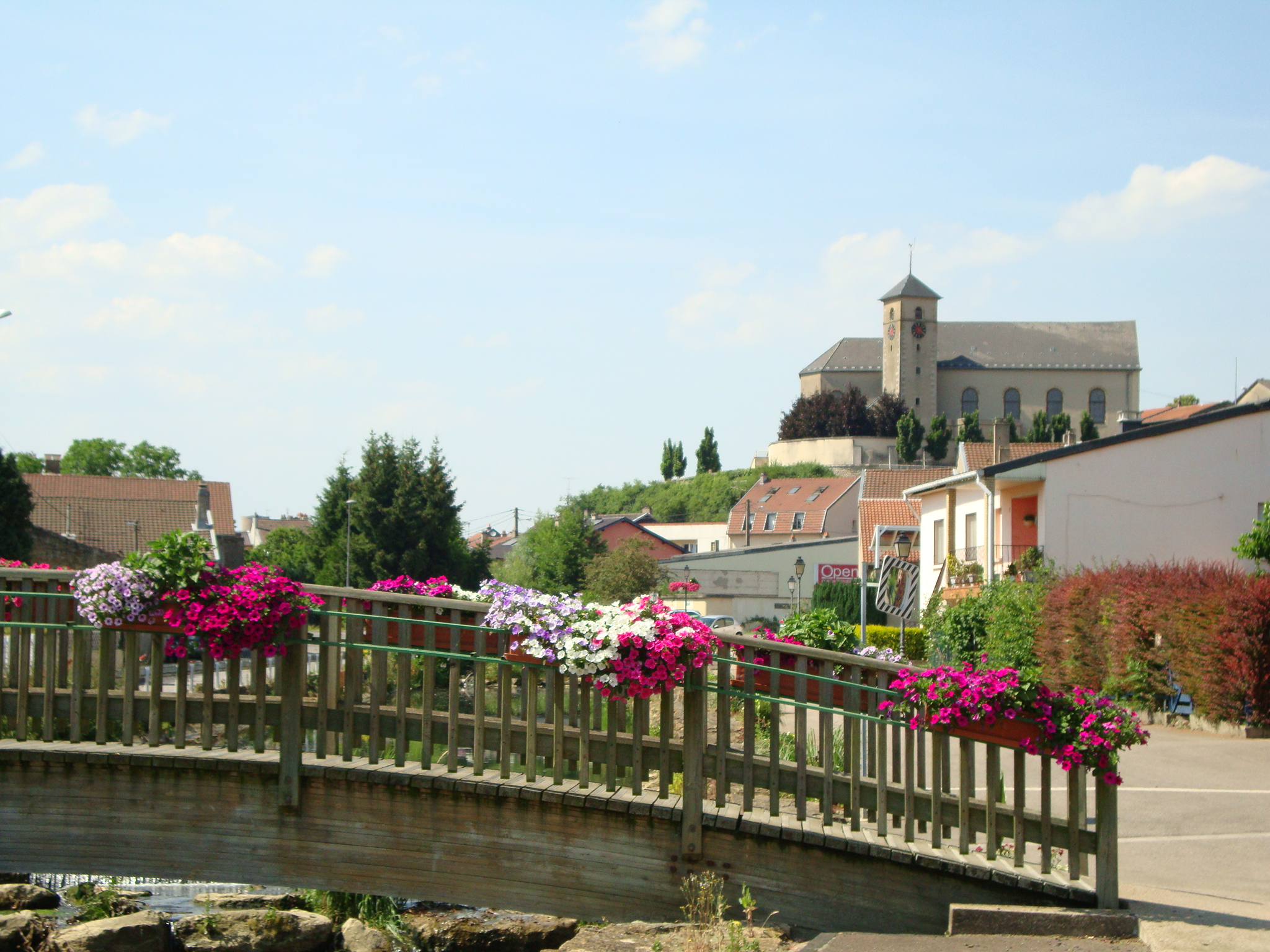
L’église, vue depuis le pont de bois sur la rivière Kiesel
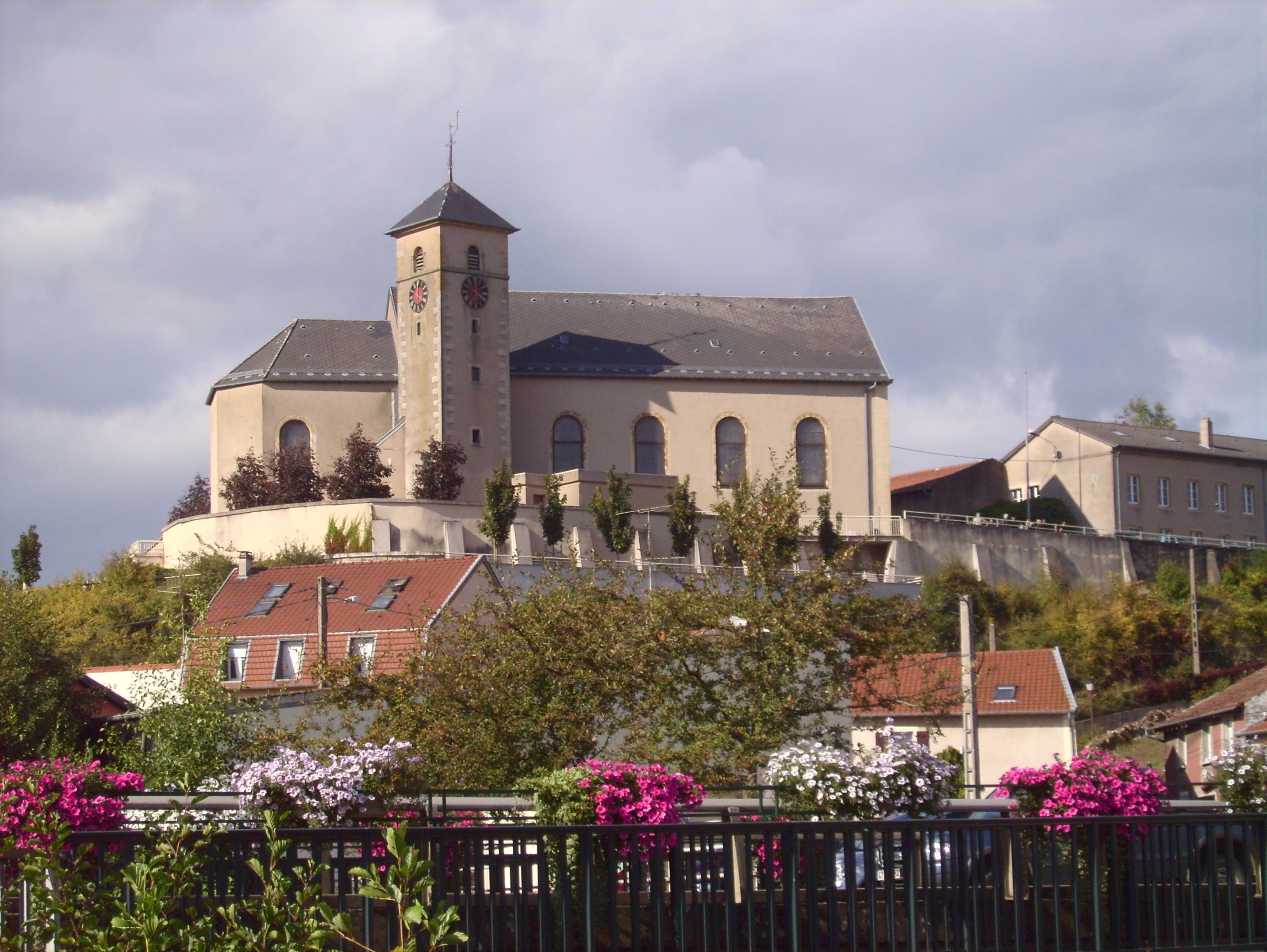
L'église en automne
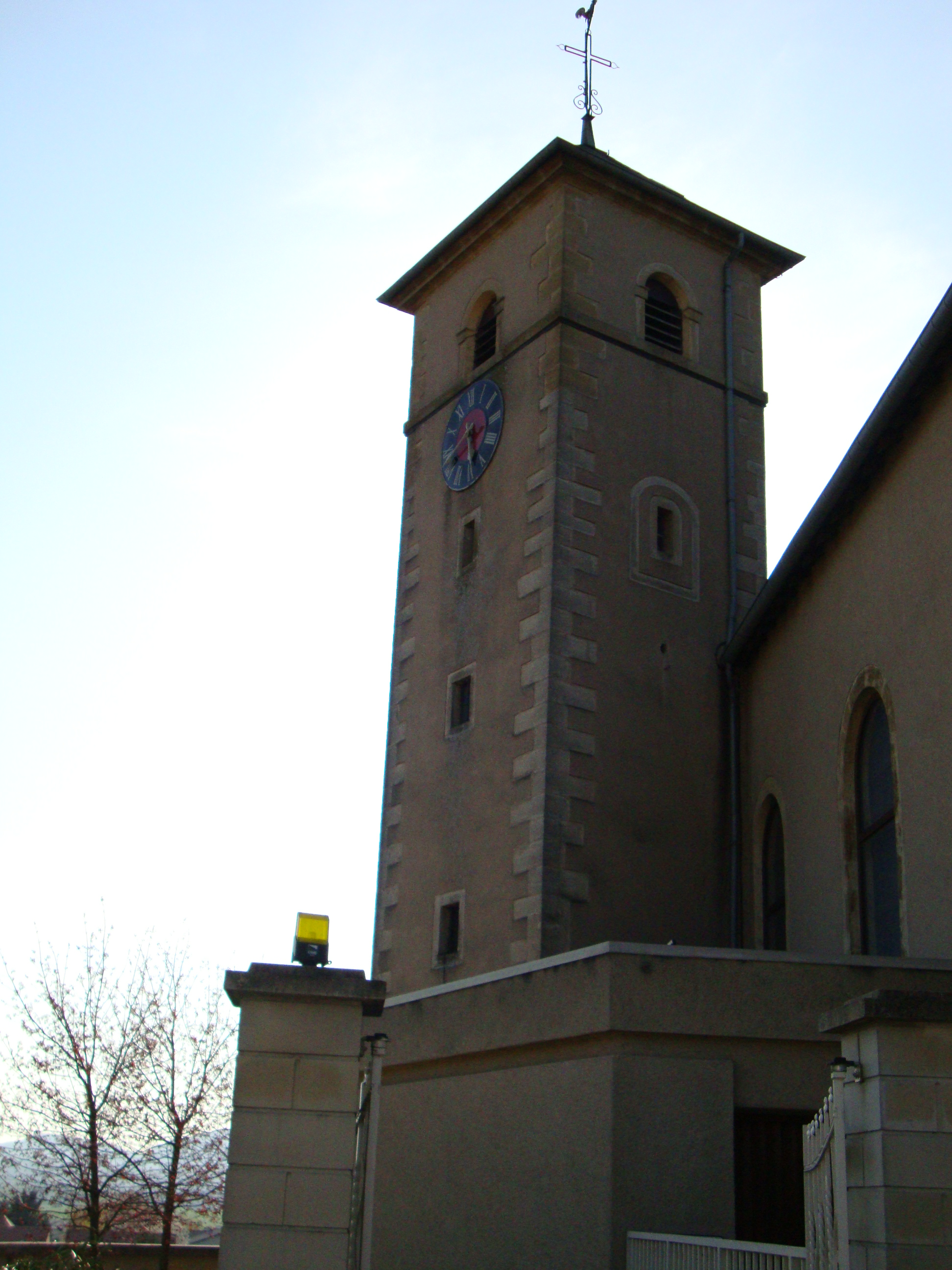
Le clocher
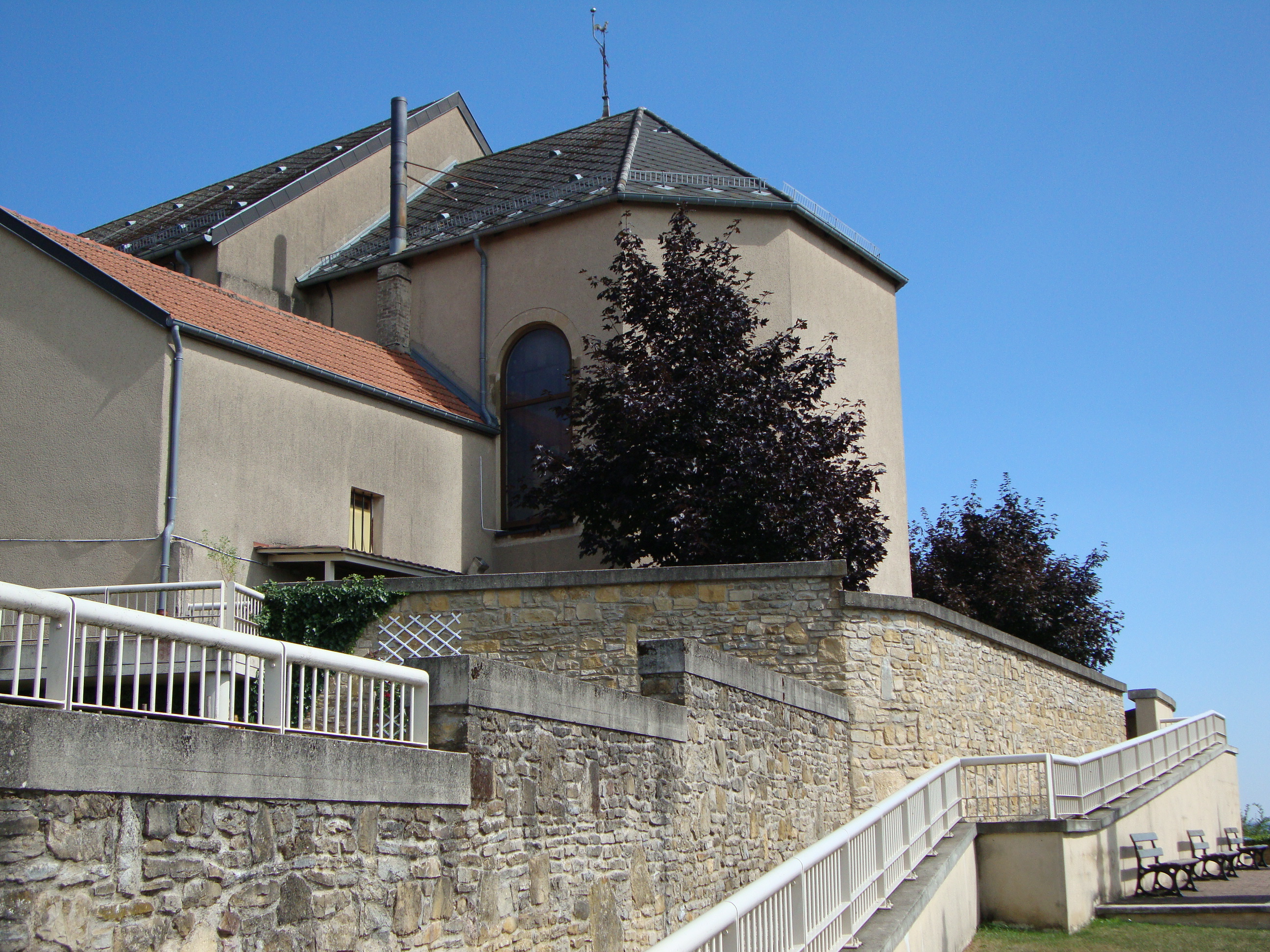
Accès à l'église depuis les "Terrasses du Presbytère"
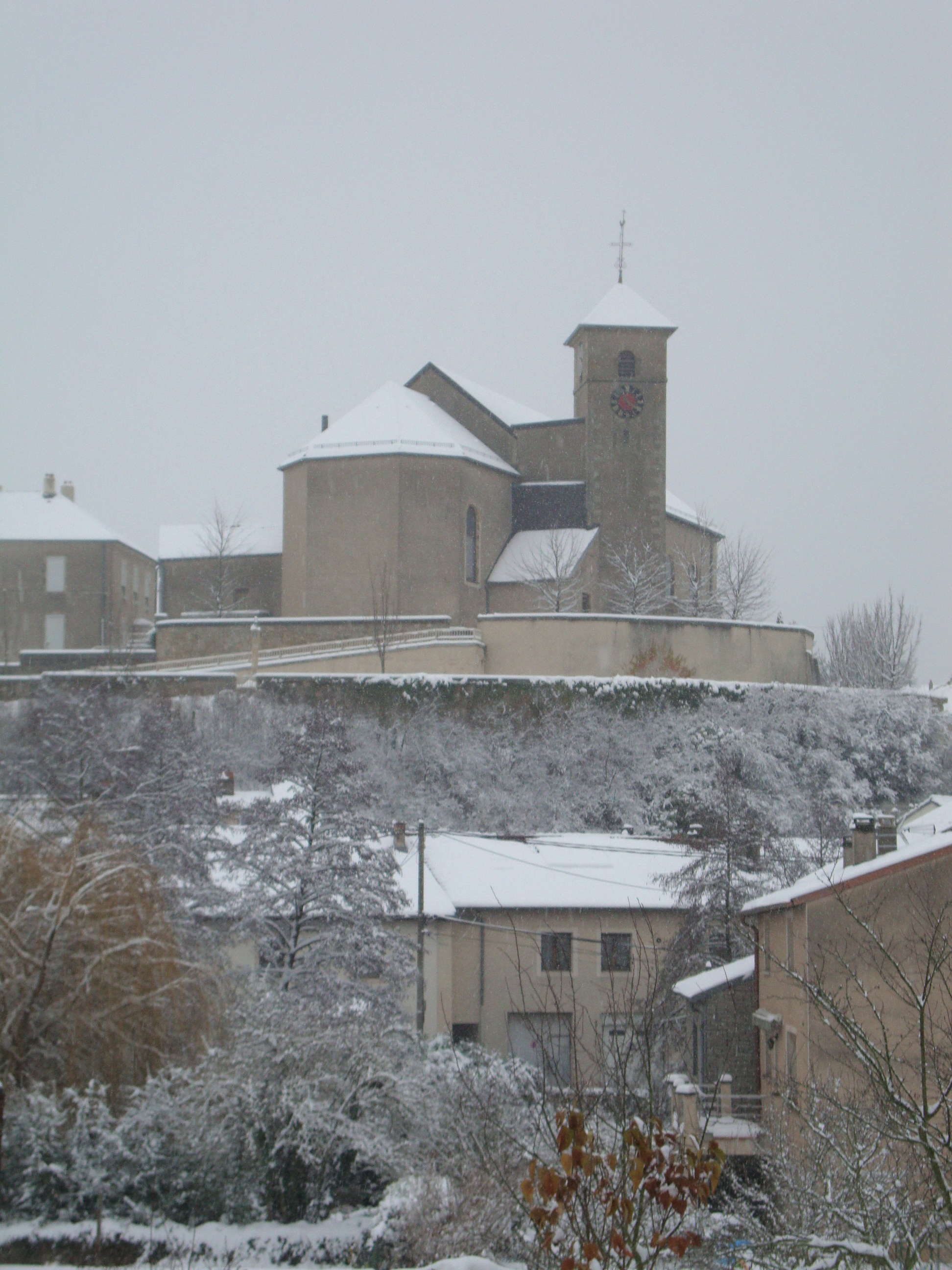
L'église enneigée en hiver

## Pour approfondir

## Sources
1. ↑  Philippe Stachowski, Hettange-Grande, hier et aujourd’hui,  (ISBN 2-91264-548-4)